# Jackson Kent
Jackson Ross Kent (High Point, Carolina del Norte, 20 de diciembre de 1993) es un baloncestista estadounidense que pertenece a la plantilla del Nürnberg Falcons BC de la ProA, la segunda división alemana. Con 1,96 metros de estatura, juega en la posición de escolta.

## Trayectoria deportiva

### Universidad
Jugó cuatro temporadas con los Dukes de la Universidad James Madison, en las que promedió 9,5 puntos, 3,6 rebotes y 1,7 asistencias por partido.

### Profesional
Tras no ser elegido en el Draft de la NBA de 2017, firmó su primer contrato profesional con el BK Pardubice de la Národní Basketbalová Liga, la primera división del baloncesto checo. Jugó una temporada, en la que promedió 12,0 puntos, 3,4 rebotes y 1,9 asistencias por partido.
En 1 de agosto de 2018 fichó por el Nürnberg Falcons BC de la ProA, la segunda división del baloncesto alemán.